# Morfogen

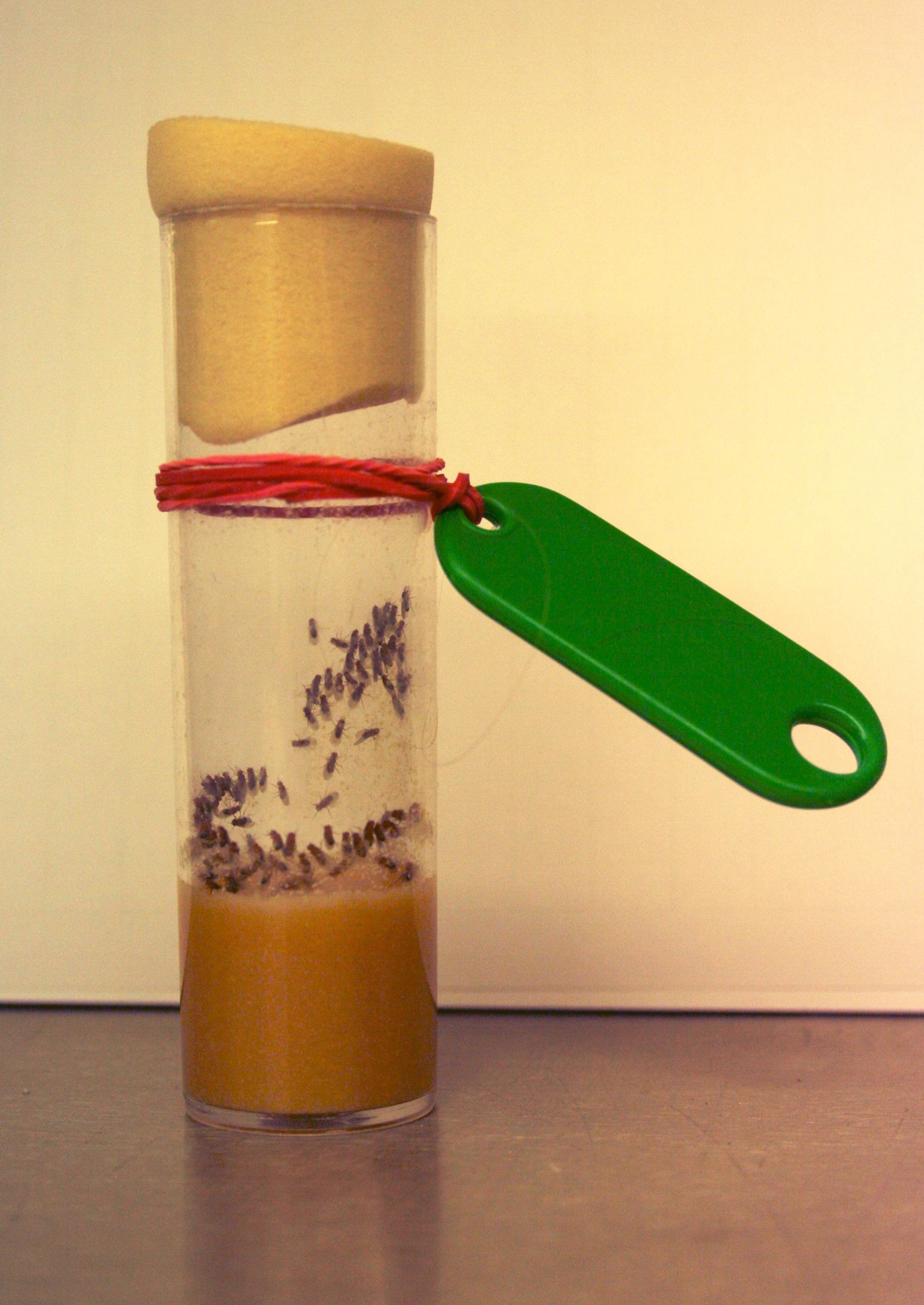
La morfogènesi de les mosques Drosophila s'estudia en els laboratoris

Un morfogen és una substància que regeix els patrons naturals del creixement dels teixits dins el procés de la morfogènesi i les posicions de diversos tipus de cèl·lules especialitzades dins d'un teixit. Més precisament, un morfogen és una molècula assenyaladora que actua directament sobre cèl·lules per a produir respostes cel·lulars específiques depenent de la seva concentració en el lloc.

## Història
Alan Turing va escriure l'article The Chemical Basis of Morphogenesis, que predeia de manera correcta el mecanisme químic per la formació de patrons.